# Смирнов, Николай Константинович
Никола́й Константи́нович Смирно́в (1902, Вологодская губерния — 1973, Ленинград) — советский военный деятель, член Военного совета Балтийского флота, вице-адмирал (1944).

## Биография
Родился в крестьянской семье. В РККФ с 1923, член РКП(б) с 1925 по 1949, затем снова с 1953. Окончил Военно-политическую школу имени Ф. Энгельса в 1924. С 1924 по 1936 служил на кораблях и в частях Балтийского флота, был политбойцом, политическим лектором, начальником клуба, секретарём партийной организации, инструктором политического отдела бригады заграждения и траления, военкомом минного заградителя «25 октября». Окончил Военно-политическую академию имени Н. Г. Толмачёва в 1933. В 1934—1936 комиссар дивизиона торпедных катеров. Поступил в институт адъюнктов Института красной профессуры в сентябре 1936 и окончил сентябре 1938. В 1938—1939 инструктор, инспектор, заведующий отделом и заместитель начальника Главного политического управления ВМС РККА. С 1940 по 1941 член Военного совета Северного флота, затем начальник Курсов усовершенствования политического состава ВМФ, заместитель командующего по политической части морской обороны Ленинграда и Северного района (Озёрного района).
В Великую Отечественную войну с июля 1941 по 1945 член Военного совета Балтийского флота. Участвовал в подготовке и проведении военных операций флота. С июля 1945 в запасе. В сентябре 1945 был избран секретарём Пензенского городского комитета ВКП(б), работал на этом посту до апреля 1949. Освобождён от работы, исключён из партии по «Ленинградскому делу» в сентябре 1949. Работал рабочим, бригадиром, диспетчером Ленинградского завода подъёмно-транспортного оборудования с сентября 1949 до сентября 1953, когда был реабилитирован.
Секретарь Лужского городского комитета КПСС с марта 1954 по март 1955, председатель Лужского городского исполнительного комитета по январь 1957. Директор кожгалантерейной фабрики в Ленинграде до мая 1960, после чего на пенсии. Похоронен на Серафимовском кладбище.

### Звания
- дивизионный комиссар (11 июня 1939);
- корпусной комиссар (5 февраля 1942);
- контр-адмирал (13 декабря 1942);
- вице-адмирал (31 мая 1944).

### Награды
Награждён тремя орденами Красного Знамени и медалями.

## Публикации
- Смирнов Н. К. Матросы защищают Родину. Изд. 2-е. M., 1968;
- Смирнов Н. К. Матросские были. Л., 1971;
- Смирнов Н. К. Заметки члена Военного совета. M., 1973.
- Н. К. Смирнов. Через Ладогу // Пароль — «Победа!» / составитель Я. Ф. Потехин, лит. запись и обработка М. П. Стрешинского и И. М. Франтишева, под общей редакцией Ф. Самойлова. Редактор М. А. Шаталина, художник В. Н. Шульга, художник-редактор О. И. Маслаков, технический редактор И. Г. Сидорова, корректор А. Г. Ткалич. — Л.: Лениздат, 1969. — С. 163—173. — 648 с. — (Воспоминания об участии авиации в обороне города, Ленинград, оборона 1941—1944 гг. Воспоминания и записки). — 90 000 экз.